# My Only One
〈My Only One〉是香港歌手鄭中基的單曲，於2020年10月23日由維高文化作數位發行，其後收錄於他於2021年發行的專輯《玩咗先至瞓》。歌曲也是鄭中基於2020年主演的ViuTV劇集《暖男爸爸》的主題曲。〈My Only One〉改編自西班牙語歌曲〈No Hay Nadie Más〉，歌詞以好朋友、家人等多方面的愛作為主題。
歌曲推出後獲得熱烈回響，成為中文歌曲龍虎榜與Chill Club 推介兩台冠軍歌。鄭中基其後亦憑歌曲贏得2020年「谷撐十大金曲 第九位」與20至21年度「Chill Club年度十大歌曲」以及入選叱咤樂壇我最喜愛的歌曲大獎」最後五強，及「叱咤樂壇我最喜愛的男歌手」最後五強。

## 歌曲列表
| 線上下載 串流媒體 | 線上下載 串流媒體 | 線上下載 串流媒體 |
| 曲序              | 曲目              | 时长              |
| ----------------- | ----------------- | ----------------- |
| 1.                | My Only One       | 3:21              |

## 製作團隊
資料來自〈My Only One〉的音樂錄影帶。
- 作曲：Sebastian Obando Giraldo（英语：Sebastián Yatra） / Andres Munera / Fernando Tobon
- 填詞：小雪
- 編曲：歐丁玉
- 監製：歐丁玉

## 榜單
| 週榜單（2020年）        | 最高 名次 |
| ----------------------- | --------- |
| 香港（903專業推介）     | 4         |
| 香港（中文歌曲龍虎榜）  | 1         |
| 香港（新城勁爆流行榜）  | 3         |
| 香港（Chill Club 推介） | 1         |

## 獎項
| 年份   | 頒獎禮                        | 獎項                       | 結果 | 來源  |
| ------ | ----------------------------- | -------------------------- | ---- | ----- |
| 2020年 | 《谷撐音樂大獎》              | 谷撐十大金曲 第九位        | 獲獎 | [ 6 ] |
| 2020年 | 《叱咤樂壇流行榜頒獎典禮》    | 叱咤樂壇我最喜愛的歌曲大獎 | 提名 |       |
| 2021年 | 《Chill Club 推介榜年度推介》 | Chill Club年度十大歌曲     | 獲獎 | [ 7 ] |

## 資料來源
1. 1 2  . 巴士的報. 2020-12-02  [2021-05-05]. （原始内容存档于2021-05-05）.
2. ↑  . ViuTV於YouTube. 2020-10-19  [2021-05-05]. （原始内容存档于2021-05-17）.
3. 1 2  . 檸音樂. 2020-11-07  [2021-05-05]. （原始内容存档于2021-05-06）.
4. ↑  . 檸音樂. 2020-11-21  [2021-05-05]. （原始内容存档于2021-05-05）.
5. ↑  . ViuTV於Facebook. 2020-11-23  [2021-05-05]. （原始内容存档于2021-05-05）.
6. ↑  . 谷撐音樂大獎.   [2021-05-05]. （原始内容存档于2021-05-05）.
7. ↑  . ViuTV.   [2021-05-05]. （原始内容存档于2021-05-06）.